# Felipe Perrone
Felipe Perrone (Río de Janeiro, 27 de febrero de 1986) es un jugador hispano-brasileño de waterpolo del CNA Barceloneta.
Es internacional absoluto con la selección española, con la que se proclamó, como mayor éxito, campeón en el Mundial de Hungría 2022 siendo además elegido MVP (mejor jugador) del torneo y del mundial de Singapur 2025. 

## Clubes
- Clube de Regatas Guanabara ( Brasil)
- Botafogo Futebol e Regatas ( Brasil)
- Club Natació Barcelona ( España (2002-03 a 2003-05)
- Club Natació Atlètic Barceloneta ( España) (2005-06 a 2006-07 y 2008-10)
- Rari Nantes Savona ( Italia) (2007-08)
- Pro Recco ( Italia) (2010-2012)
- Club Natació Atlètic Barceloneta ( España) (2012-2015)
- VK Jug Dubrovnik ( Croacia) (2015-2017)
- Club Natació Atlètic Barceloneta ( España) (2017-)

## Títulos
En club como jugador
- Tres Ligas de España (2004, 2005, 2006)
- Tres Copas del Rey de España (2003, 2006, 2007)
- Campeón de la Supercopa (2006)
- Copa LEN (2004)

Como jugador de la selección española
- Oro en el Campeonato del Mundo de Singapur de 2025
- Oro en el Campeonato del Mundo de Budapest de 2022 y MVP del torneo
- Plata en el Campeonato del Mundo de Gwangju de 2019
- 5.º en el Campeonato del Mundo de Shanghái de 2011
- Plata en el Campeonato del Mundo de Roma de 2009
- 5.º en los Juegos Olímpicos de Pekín 2008
- Bronce en el Campeonato del Mundo de Melbourne de 2007
- Bronce en la FINA World Cup de Budapest (Hungría) 2006
- Plata en la World League de Atenas (Grecia) 2006
- Bronce en el Campeonato de Europa de Belgrado de 2006
- Medalla de oro en los juegos del Mediterráneo de 2005 de Almería
- 5.º en el campeonato del Mundo Absoluto de Montreal de 2005